# Giennadij Korotkiewicz
Giennadij Władimirowicz Korotkiewicz (ros. Геннадий Владимирович Короткевич; ur. 25 września 1994 w Homlu) – białoruski programista, wielokrotny laureat krajowych i międzynarodowych konkursów informatycznych. Regularnie zwyciężał w turniejach organizowanych przez duże przedsiębiorstwa informatyczne (m.in. WKontaktie, Yandex, Facebook, Google, IBM, Mail.ru).

## Życiorys
Rodzice Korotkiewicza to także programiści. W wieku 6 lat, zaczął się on interesować pracą rodziców. Kiedy miał 8 lat, jego ojciec zaprojektował dziecięcą grę, której mógł używać do nauki programowania.
Jego matka skonsultowała się ze współpracownikiem z ministerstwa, Michaiłem Dolińskijem, który dał chłopcu do czytania niewielką książkę. Dolińskij, jeden z czołowych nauczycieli z zakresu obsługi komputera na Białorusi, stwierdził: „Minął miesiąc, później następny… Żadnych wieści od Gienny. Wtedy nagle wpadła Ljudmiła z laptopem do programowania i powiedziała: syn przysiadł do komputera, kiedy tylko minęło lato i czas gry w piłkę nożną. Jako drugoklasista w narodowym konkursie zajął 2. miejsce, które pozwoliło mu na automatyczny wstęp na uniwersytet techniczny bez zdawania jakichkolwiek egzaminów wstępnych. Jakoś rozwiązał problem ciała zanurzonego w wodzie. Gienna nie miał wtedy nawet pojęcia o zdolności utrzymywania się ciał na powierzchni wody według prawa Archimedesa”.
Po raz pierwszy Korotkiewicz zwrócił uwagę świata, gdy w 2006 roku (w wieku 11 lat) zakwalifikował się na międzynarodową olimpiadę informatyczną (IOI).
Zdobył on srebrny medal na swoich pierwszych zawodach IOI, a w latach 2007–2012 wywalczył złote medale. Jest on zawodnikiem, który odniósł największe sukcesy w historii IOI.
W 2012 roku Korotkiewicz przeniósł się do Rosji, by uczęszczać na petersburskim Uniwersytecie ITMO. W lecie 2013 roku, pomógł wygrać tamtejszej uczelni, pokonując reprezentantów Uniwersytetu Jiao Tong w Szanghaju oraz Uniwersytetu Tokijskiego, 37. Światowe Finały Akademickich Mistrzostw Świata w Programowaniu Zespołowym, które odbyły się w Petersburgu.

## Sukcesy
- Facebook Hacker Cup: 2014, 2015 – wygrana[7][8]
- TopCoder Open: 2014 – wygrana[9]
- Google Code Jam: 2014[10], 2015[11], 2016[12], 2017[13], 2018[14], 2019[15], 2020[16]– wygrana
- Yandex. Algorithm: 2010[17], 2013[18], 2014[19], 2015 – wygrana[20]
- Russian Code Cup[b]: 2014 – wygrana[21], 2013 – 2. miejsce[22]
- Akademickie Mistrzostwa Świata w Programowaniu Zespołowym: 2013 (zespół), 2015 (zespół) – wygrana[23]
- Kotlin Challenge: 2014 – wygrana[24]
- Międzynarodowa olimpiada informatyczna: 2009[25], 2010[a][26], 2011 – wygrana[27]; 2007[28], 2008 – złoty medal[29], 2006 – srebrny medal[30]
- All-Russian Olympiad in Informatics: 2007, 2009[31], 2010, 2011 – wygrana[32] (wszystkie jako zespół)
- TopCoder High School Competition: 2010 – wygrana[33]
- VK Cup: 2012 – 3. miejsce[34], 2015 – wygrana (zespół)[35]
- Snarknews Winter Series: 2010[36], 2011[37], 2013[38], 2014[39], 2015[40] – wygrana, 2012 – 3. miejsce[41]
- Snarknews Summer Series: 2012[42], 2013[43], 2014[44] – wygrana, 2008[45], 2010[46], 2011[47] – 2. miejsce